# Чалых, Анатолий Евгеньевич
Анатолий Евгеньевич Чалых (25 октября 1937 или 1937, Челябинск — 27 июня 2024) — учёный в области физической химии, доктор химических наук (1976), профессор (1978), лауреат премии имени В. А. Каргина РАН (2005) и двух премий Совета Министров СССР.

## Биография
Родился 25 октября 1937 года в Челябинске.
С 1961 года в МТИЛП (Московский технологический институт лёгкой промышленности): аспирант, ассистент, младший научный сотрудник. В 1965 году защитил кандидатскую диссертацию.
Со 2 февраля 1968 года работал в Институте физической химии и электрохимии им. А. Н. Фрумкина АН СССР (Российской академии наук), научное направление «Физикохимия нано- и супра- молекулярных систем». Зав. лабораторией, зам. директора по науке, в последнее время — главный научный сотрудник Лаборатории структурно-морфологических исследований.
Доктор химических наук с 1976 года, профессор по специальности № 02.00.04 физическая химия с 12 декабря 1978 г.
Умер 27 июня 2024 года в возрасте 86 лет.

## Научная деятельность
Сфера научных интересов — физическая химия, физикохимия полимеров, процессы массопереносов.
На 2020 год — 794 статьи, 11 книг, 119 докладов на конференциях, 170 тезисов докладов, 38 патентов, 2 членства в диссертационных советах, 15 диссертаций, 1 дипломная работа.

### Научные труды
Диссертации:
- Исследование диффузии в системах полимер — растворитель : диссертация … кандидата химических наук : 02.00.00. — Москва, 1965. — 184 с. : ил.
- Диффузия в полимерных системах : диссертация … доктора химических наук : 02.00.04. — Москва, 1975. — 360 с. : ил.

Книги
- Диффузия в полимерных системах / А. Е. Чалых. — Москва : Химия, 1987. — 311, [1] с. : ил.; 22 см.
- Диаграммы фазового состояния полимерных систем [Текст] / А. Е. Чалых, В. К. Герасимов, Ю. М. Михайлов ; РАН, Ин-т физ. химии. — Москва : Янус-К, 1998. — 214 с. : ил., табл.; 21 см; ISBN 5-8037-0016-9
- Электронно-зондовый микроанализ в исследовании полимеров / А. Е. Чалых, А. Д. Алиев, А. Е. Рубцов; Отв. ред. А. П. Захаров; АН СССР, Ин-т физ. химии. — М. : Наука, 1990. — 191,[1] с. : ил.; 22 см; ISBN 5-02-001355-2
- Диаграммы фазовых состояний полимерных систем / А. Е. Чалых; Ин-т физ. химии Рос. акад. наук. — Препр. — М. : ИФХ, 1995. — 76 с. : граф.; 21 см.
- Адгезия и аутогезия полимеров [Текст] : переходные зоны фазовые равновесия взаимо- и самодиффузия / А. А. Щербина, А. Е. Чалых. — Москва : Сам полиграфист, 2018. — 350 с. : ил., табл.; 22 см; ISBN 978-5-00077-803-6

## Награды и звания
Премия имени В. А. Каргина РАН 2005 года — за серию работ «Гетерофазные сетчатые полимерные матрицы: развитие теоретических представлений и экспериментальных методов исследования».